# Resinogalea
Resinogalea és un gènere de fongs liquenitzats (formen líquens) de l'ordre dels lecanorals (Lecanorales), família Bruceomycetaceae. Tant el gènere com la seva espècie tipus, Resinogalea humboldtensis, van ser descrites com a noves per a la ciència el 2016 per Rikkinen et al.
Es coneixen 3 espècies totes lligades a resina d'araucàries:
- Resinogalea humboldtensis: només es coneix a partir de resina seca exsudada per arbres d'Araucaria humboldtensis danyats. Nova Caledònia.
- Resinogalea araucana: forma cossos fructífers visibles, de color marró vermellós, en pegats de resina causats per danys d'insectes o fongs patògens a les branques d'Araucaria araucana. Xile.
- Resinogalea tapulicola: només s'ha observat com a cultius aïllats de l'escorça coberta de resina d'Araucaria araucana. Xile.